# Mitologia amaziga
La mitologia amaziga és el conjunt d'antigues creences i deïtats del poble amazic als seus territoris històrics a l'Àfrica del Nord. Moltes de les antigues creences amazigues van tenir un abast local, mentre que unes altres van ser importades o producte de diverses influències, a causa del contacte que al llarg del temps van tenir aquests pobles amb altres mitologies com ara l'africana, l'egípcia, la fenícia, la ibèrica i la grega (especialment durant el període hel·lenístic); també reberen una forta influència del judaisme i del cristianisme. L'influx més recent prové de l'islam i de la mitologia àrab, que data d'època medieval. Algunes de les antigues creences amazigues encara perviuen en la cultura popular i en la tradició amaziga.

## Pràctiques funeràries i culte als difunts
Les recerques arqueològiques en tombes prehistòriques del nord-oest africà han revelat que el cos dels difunts era pintat amb ocre vermell. Als difunts algunes vegades se'ls enterrava amb fragments de closca d'ou d'estruç, joies i armes. Els cossos es col·locaven de costat, mentre que a uns altres se'ls enterrava en posició fetal. A diferència dels amazics, els guanxes momificaven els cossos. A Líbia, el 1958, Fabrizio Mori va desenterrar una mòmia més antiga que les mòmies egípcies que s'han trobat fins avui.
Els autors del llibre The Berbers ('Els berbers') van afirmar que el culte als morts va ser una de les característiques distintives dels amazics en l'antiguitat. Pomponi Mela va informar que els Augelae (modernament anomenats Awjila, a Líbia) divinitzaven els esperits dels seus avantpassats; juraven per ells i també els consultaven. També tenien el costum de dormir en les seves tombes per intentar que aquests tinguessin algun tipus d'influència en els somnis.
Heròdot (484 a. C.–ca.425 a.C) va observar la mateixa pràctica entre els nasamons, que habitaven en els deserts que circumdaven l'oasi de Siwa. Heròdot va escriure:
[…] D'ells, juraven pels homes que es deia que havien estat més rectes i valents, posant les mans sobre les seves tombes; i practicaven l'endevinació, visitant les tombes dels seus avantpassats, i anant a dormir sobre elles després d'haver dit les seves pregàries; i allò que veuen en somni, allò accepten.
El culte als sants encara existeix entre els amazics en l'actualitat, entorn dels morabits, molt estesos en el nord-oest d'Àfrica, especialment al Marroc. Els amazics també rendien culte als seus reis. Les tombes dels reis de Numídia es troben entre els monuments més notables dels amazics de l'antiguitat.
Les primeres tombes amazigues proven que els aquests i els seus avantpassats creien en el més enllà. Els homes prehistòrics del nord-oest d'Àfrica enterraven els cossos en petits clots. Quan es van adonar que els cossos enterrats en forats poc segurs eren desenterrats pels animals salvatges, van començar a fer enterraments més profunds. Més tard van enterrar als seus morts en grutes, tombes excavades en roca, i altres tipus de cavitats.
Aquestes tombes van evolucionar de les primitives estructures a unes altres molt més elaborades, tals com les tombes piramidals que s'estenen pel nord de l'Àfrica. L'honor de ser enterrats en tombes d'aquest tipus sembla que estava reservat a personatges rellevants dins de la comunitat.
Aquestes tombes en forma de piràmide van atreure l'atenció d'alguns estudiosos, com Mohammed Chafik, que va escriure un llibre sobre la història de diverses tombes que havien perviscut fins a l'època moderna. Va tractar de relacionar les tombes piramidals amazigues amb les grans piràmides egípcies; per a això es va basar en dades etimològiques i històriques. Les piràmides amazigues més conegudes són la piràmide númida, preromana de 19 metres, anomenada Piràmide de Medracen, i l'antiga piràmide mauritana de 30 metres. La piràmide mauritana, també denominada Kbour-er-Roumia o Tomba de la Dona Romana va sofrir una mala traducció de la seva denominació per part dels colonitzadors francesos, i va ser anomenada durant un temps com a Tomba de la Dona Cristiana.

## Cultura megalítica
Agustí d'Hipona va esmentar que els africans politeistes rendien culte a les pedres. Luci Apuleu va afirmar també que es donava culte a les roques al segle II d.C. La cultura megalítica va poder haver estat part del culte als morts o als estels. El monument de Mzora (també pronunciat Msoura) és el monument megalític més conegut del nord-oest africà. Es compon d'un cercle de megàlits que envolten un túmul. El megàlit més alt excedeix els 5 metres. Segons la llegenda, es tracta del sepulcre del mític rei Libi Anteu. En 1926 es va descobrir un altre monument megalític al sud de Casablanca; presentava inscripcions funeràries tallades en escriptura líbico-amaziga, anomenada Tifinag.
Heròdot va esmentar que els antics amazics (que ell coneixia com a libis) rendien culte al Sol i a la Lluna, i els feien sacrificis. Va escriure:
Van començar per l'orella de la víctima, que van tallar i van llançar sobre la seva casa: fet això, van matar l'animal, torçant-li el coll. Només sacrifiquen al Sol i a la Lluna, a cap altre déu. Aquest culte és comú a tots els libis.
Ciceró (105-43 a. C.) també esmenta el mateix culte en De la República (Somni d'Escipió):
Quan vaig ser presentat a ell, l'ancià (Massinissa, rei de Numídia) em va abraçar, va abocar llàgrimes, i llavors, mirant cap al cel, va exclamar: Us agraeixo, oh suprem Sol, i també a vosaltres, éssers celestials, que abans que parteixi d'aquesta vida, hagi allotjat en el meu regne, i en el meu palau, a Publi Corneli Escipió...
Altres inscripcions llatines trobades a l'Àfrica nord-occidental estan dedicades al déu sol. Un exemple és la inscripció trobada en Souk Ahras (el lloc on va néixer Sant Agustí); o la de Tagaste, a Algèria) que diu: Només Deo Invicte. Samuel el Confessor sembla haver sofert els adoradors amazics del Sol, els qui van tractar, sense èxit, de convertir-lo al seu culte. Entre els Tuareg Awelimmiden, es creu que el nom Amanai té el significat de 'Déu'. Líbia, en l'antiguitat podria haver donat culte al sol ponent, personificat en Amon, qui apareixia representat per una banya de cabra. Es donava culte al sol a les zones de muntanya (p. ex. Atles), així com a les roques, les coves i els rius.

## Creences egipci-amazigues
En l'antiguitat, els egipcis eren veïns dels amazics. Podrien haver tingut un antic origen comú en el Sàhara central. Per això, de vegades se suposa que compartien el culte d'algunes deïtats.

### Deïtats egípcies
Els antics amazics d'orient donaven culte a Isis i a Seth.
Això ho va esmentar ja Heròdot:
Cap d'aquestes tribus (líbies) no tastaven la carn de vaca, sinó que se n'abstenien per la mateixa raó que els egipcis (…) Fins i tot a Cirene, les dones pensen que no és correcte prendre carn de vaca, ja que així honren Isis, la deessa egípcia, a qui donen culte (…).
Osiris estava entre les deïtats egípcies venerades a Líbia. No obstant això, el Dr. Budge (amb altres estudiosos) creu que Osiris era una deïtat d'origen libi: "Tot el que els textos revelen en relació amb ell mostren que era un déu de l'Àfrica nord-oriental, i que el seu origen era, possiblement, libi”."

### Deïtats amazigues
Els egipcis consideraven que alguns dels seus déus tenien origen libi, com Neith, qui hauria emigrat des de Líbia per a establir el seu temple a Sais, en el delta del Nil. Alguns mites situen el naixement de Neith a l'actual Tunísia.
Cal destacar també que alguns déus egipcis presentaven característiques amazigues pròpies de l'antiga Líbia, com "Ament", qui portava dues plomes, que eren adorns habituals dels libis a l'antiguitat.

### El déu Amon
Amon era el déu més destacat que tenien en comú amazics i egipcis. Resulta difícil adscriure a aquest déu a un únic panteó. Malgrat el fet que la majoria de les fonts modernes ignoren l'existència d'Amon en la mitologia amaziga, era, tal vegada, la major de les antigues deïtats amazigues. Va ser honrat pels grecs en la Cirenaica, i es va fusionar amb el déu fenici Baal, a causa de l'influx libi.
El més famós temple dedicat a Amon a l'antiga Líbia va ser el temple de l'oasi de Siwa.
Alguns estudiosos creuen que els noms de les antigues tribus amazigues, els garamants i els nasamons, estan relacionats amb el nom d'Amon.

## Creences fenicioamazigues
Els fenicis van ser en els seus orígens un poble semític que habitava les costes de l'actual Líban. Era un poble de navegants, que van fundar Cartago l'any 814 a.C. Més tard van il·luminar la cultura púnica, que tenia les seves arrels en les cultures amaziga i fenícia. Alguns estudiosos distingeixen dues fases en les relacions entre fenicis i amazics:

### Abans de la Batalla d'Himera (480 a.C.)
Quan els fenicis es van establir en el nord-oest de l'Àfrica, van romandre a les zones costaneres per evitar entrar en guerra amb els amazics. Van conservar els déus que havien portat de les seves terres d'origen. Els primitius cartaginesos tenien dos déus importants: Baal i Astarte.

### Després de la Batalla d'Himera
Cartago va començar aliances amb les tribus amazigues després de la batalla d'Himera, en la qual els cartaginesos van ser derrotats pels grecs. A més dels canvis polítics subsegüents, els cartaginesos van importar algunes deïtats amazigues.
Baal va ser el primer dels déus al qual es va donar culte a Cartago. Més endavant, Baal es fusionà amb el déu libi Amon, per a convertir-se en Baal-Amon. Pel nord-oest africà es troben diverses imatges d'aquest déu. La deessa Astarte va ser substituïda per una deessa nativa, Tanit, que es pensa que és d'origen amazic. El seu mateix nom, “Tanit”, té estructura lingüística amaziga (tamazight o amazigh), ja que els noms femenins comencen i acaben amb “T” en llengua amaziga.
Alguns estudiosos pensen que la deessa egípcia Neith està relacionada amb la deessa líbia Tanit (Ta-neith). També hi ha nom fenicis i númides que, en aparença, contenen arrels relacionades amb el nom del déu Baal, com Adhèrbal i Hanníbal.

## Creences grecoamazigues
Els antics grecs van establir colònies a la Cirenaica. Els grecs van tenir influència en el panteó amazic oriental, però també van experimentar l'influx de la cultura i de les creences amazigues.
Generalment, en les relacions entre Grècia i Líbia antigues poden diferenciar-se dos períodes diferents. En el primer període, els grecs van mantenir relacions pacífiques amb els libis. Més tard, van entrar-hi en guerra. Aquestes relacions socials van tenir un reflex en les seves creences.

### Abans de la batalla d'Irassa (570 a. C.)
La primera influència que s'observa en les creences grecocirenaiques és el mateix nom de “Cirenaica”, l'etimologia del qual està relacionada amb el nom “Cyre”, antropònim d'una llegendària guerrera amaziga, valerosa en la caça del lleó. Els grecs emigrats la van convertir en la seva protectora, al costat del seu déu Apol·lo.
Sembla que els grecs de la Cirenaica també van adoptar alguns costums amazics, casant-se amb dones amazigues. Heròdot (Llibre IV, 120) esmenta que els libis van ensenyar als grecs com junyir quatre cavalls a un carro. Els grecs cirenaics van construir temples per al déu libi Amon en lloc de per a Zeus, i més tard van identificar el seu déu suprem amb el déu libi Amon. Some of them continued worshipping Amon himself.
El culte d'Amon estava tan estès entre els grecs que fins i tot Alexandre va decidir ser declarat fill de Zeus en el temple de Siwa, pels sacerdots libis d'Amon.
Els historiadors antics van esmentar que algunes deïtats gregues eren d'origen libi, com la filla de Zeus, Atena. Així ho esmenta Heròdot. Aquests historiadors afirmen que, en origen, la van honorar els amazics entorn del llac Tritonis, on havia nascut del déu Posidó, segons un mite libi. Heròdot escrigué que l'ègida i la roba d'Atenea eren les que acostumava a utilitzar una dona líbia.

Heròdot així mateix va afirmar que Posidó (una important deïtat marina grega) va ser adoptat pels libis del panteó grec. També va emfasitzar que cap altre poble donava culte a Posidó des d'antic excepte els libis, que van estendre'n el culte:
[..]penso que aquests van rebre els seus noms dels pelasgos a excepció de Posidó; ja que, quant a aquest déu, els hel·lens van aprendre'n el culte dels libis, perquè cap poble, a excepció del poble libi va tenir el nom de Posidó des del principi ni va honrar sempre aquest déu.
Altres deïtats gregues estaven relacionades amb l'antiga Líbia, com la deessa Làmia, qui hi hauria tingut l'origen, com a Medusa i les gorgones. Els grecs semblen haver-hi trobat Tritó.
Els grecs tal vegada creien que les Hespèrides es localitzaven al territori de l'actual Marroc. Alguns estudiosos situen el seu estatge a Tànger, on vivia Anteu, segons alguns mites. Es creia que les Hespérides eren les filles d'Atles, un déu que Heròdot va associar amb la serralada de l'Atles, a la qual els amazics retien culte.

### Després de la Batalla d'Irassa
Els grecs i els libis van deixar de conviure en harmonia en època de Battus II. Battus II va començar a convidar en secret altres faccions gregues perquè acudissin a Líbia. Els libis van considerar-ho un perill que havia de neutralitzar-se, de manera que els amazics van començar a lluitar contra els grecs, de vegades en aliança amb els egipcis i, en altres ocasions, amb els cartaginesos. No obstant això, els grecs van vèncer.
Alguns historiadors creuen que el mite de Anteu reflecteix aquelles guerres entre libis i grecs.
El mite narra que Anteu va ser l'invicte protector del poble libi. Era el fill del déu Posidó i de Gaia. Era també l'espòs de la deessa amaziga Tinjis. Solia protegir les terres dels amazics, fins que va ser mort per l'heroi grec Hèracles (o Hèrcules), qui es casà amb Tingis i va ser pare de Sòfax, el seu fill grecoamazic. Alguns reis libis, com Juba I, reivindicaven ser descendents de Sòfax.

Mentre que algunes fonts esmenten a Anteu com el rei d'Irassa, Plutarc va afirmar que els libis el van enterrar a Tànger:
…diuen els libis que Anteu està enterrat en aquesta ciutat (Tànger); i Sertorius va fer-ne obrir la tomba, les grans dimensions de la qual el van fer dubtar dels bàrbars...(Plutarc, Vides paral·leles)
En la iconografia grega, Anteu es distingeix clarament per l'aspecte diferent del dels grecs. Se'l representava amb llarga cabellera i barba, aparença comuna entre els libis orientals.

## Creences romanoamazigues
Els romans es van aliar en primer lloc amb els númides contra Cartago. Cartago va caure en el 146 a.C., i més tard, també Numídia va ser annexionada a l'Imperi Romà.

### Abans de la romanització
Els amazics van lluitar contra romans i romans d'Orient. Tenien deïtats guerreres, com Gurzil i Ifri.
Honraven la deessa de la guerra, Ifri or Ifru, que consideraven la seva protectora i que apareixia representada en les monedes amazigues; sembla haver estat una deessa amb gran influx en el Nord d'Àfrica. Plinio el Vell va dir que a l'Àfrica no decidia ningú de fer res sense abans invocar a “Àfrica” (el nom llatí de Ifri). Aquesta deessa apareix representada de diferents maneres en les monedes númides des del segle I a.C.
Quan els romans van conquistar el nord-oest de l'Àfrica, també va començar a aparèixer representada en les monedes de les províncies romanes nord-africanes.
Gurzil era un déu de la Guerra, amb figura de toro, que s'identifica amb el fill d'Amon. Els amazics el portaven a la batalla quan lluitaven contra els romans. Corippus va esmentar que el cap Laguatan (conegut pels àrabs amb el nom de Luwata) Iarna va portar el seu déu Gurzil a la batalla contra els romans d'Orient. Iarna era un governant moro i summe sacerdot de Gurzil. Quan els moros van ser derrotats, ell va fugir amb la imatge de Gurzil, però va ser capturat i assassinat; la imatge va ser destruïda.
Hi havia entre les ruïnes de Ghirza, a Líbia, un temple, que podria haver estat dedicat a Gurzil, i el nom de la ciutat podria també tenir aquesta etimologia.

### Influència romana
Quan l'Àfrica nord-occidental va ser annexionada a l'Imperi Romà, els amazics van començar a donar culte a deïtats romanes com Júpiter, conegut per ells com Mastiman. Júpiter també es va identificar amb el déu libi Amon.
Una altra deïtat molt temuda era Saturn. Es deia que es comunicava amb els creients en somni, i els africans de la zona nord-occidental li dedicaven sacrificis humà. Tertul·lià va escriure que s'oferien nens en sacrifici a Saturn a l'Àfrica. Els historiadors pensen que aquest culte era més proper al de Baal-Amon que al del Saturn romà.
Quan Septimi Sever, ntaural de Líbia, va arribar a ser emperador, es va introduir a Roma el culte a Tanit.